# Let's Twist Again
Let's Twist Again är en sång skriven av Kal Mann och Dave Appell samt inspelad av Chubby Checker, vilken blev en av 1961 års största hitsinglar och nådde listplaceringen #2 i Storbritannien och #8 i USA. Den refererar till Twistdans och hans singel "The Twist" som 1960 var en #1-singel i Storbritannien och USA. Sången fick en Grammy 1961 för "bästa rock 'n roll-inspelning".
En svensk tolkning av låten har bl.a. gjorts av dansbandet Schytts, med titeln "Här kommer Mårtensson (Let's Twist Again)".

## Listplaceringar
| Lista (1961-1962) | Topplacering           |
| ----------------- | ---------------------- |
| Finland           | 10                     |
| Flandern          | 1                      |
| Frankrike         | 18                     |
| Nederländerna     | 3                      |
| Norge             | 2                      |
| Nya Zeeland       | 2 ("Lever Hit Parade") |
| Storbritannien    | 2                      |
| Sverige           | 2 (Radio Nord Topp 20) |
| Sverige           | 1 (Tio i topp)         |
| USA               | 8 (Billboard Hot 100)  |
| Vallonien         | 12                     |
| Västtyskland      | 12                     |

| Lista (1975-1976) | Position |
| ----------------- | -------- |
| Irland            | 11       |
| Storbritannien    | 5        |
| Sverige           | 10       |
| Österrike         | 11       |

### Fotnoter
1. ↑  https://www.grammy.com/grammys/artists/chubby-checker/1240
2. ↑  ”Schytts - Hålligång 2” (på engelska). Discogs. https://www.discogs.com/Schytts-H%C3%A5llig%C3%A5ng-2/release/9113973. Läst 24 juli 2020.
3. ↑  ”Listplacering”. http://suomenlistalevyt.blogspot.com/2015/08/n-nev.html. Läst 14 mars 2021.
4. ↑  ”Listplacering”. https://www.ultratop.be/nl/song/1db1/Chubby-Checker-Let's-Twist-Again. Läst 14 mars 2021.
5. ↑  ”Listplacering”. http://www.infodisc.fr/Tubes_Artistes_C.php. Läst 14 mars 2021.
6. ↑  ”Listplacering”. http://dutchcharts.nl/showitem.asp?interpret=Chubby+Checker&titel=Let%27s+Twist+Again&cat=s. Läst 19 maj 2011.
7. ↑  ”Listplacering”. http://norwegiancharts.com/showitem.asp?interpret=Chubby+Checker&titel=Let%27s+Twist+Again&cat=s. Läst 6 maj 2011.
8. ↑  ”Listplacering”. Arkiverad från originalet den 6 februari 2021. https://web.archive.org/web/20210206023235/http://www.flavourofnz.co.nz/index.php?qpageID=Lever%20hit%20parades&qyear=1962&qmonth=Mar&qweek=08-Mar-1962#n_view_location. Läst 14 mars 2021.
9. ↑  ”Listplacering”. https://www.officialcharts.com/artist/9172/chubby-checker/. Läst 14 mars 2021.
10. ↑  Kotschack, Jan (2009). Stick iväg, Jack! Historien om Radio Nord (1:a uppl.). ISBN 978-91-89136-51-9
11. ↑  Hallberg, Eric (1998). Tio i topp - med de utslagna på försök 1961-74 (1:a uppl.). ISBN 91-972712-5-X
12. ↑  ”Listplacering”. https://www.billboard.com/music/chubby-checker/chart-history. Läst 14 mars 2021.
13. ↑  ”Listplacering”. https://www.ultratop.be/fr/song/1db1/Chubby-Checker-Let's-Twist-Again. Läst 14 mars 2021.
14. ↑  ”Listplacering”. http://www.charts-surfer.de/. Läst 14 mars 2021.
15. ↑  ”Listplacering”. http://irishcharts.ie/search/placement?page=1&search_type=title&placement=Let%27s+Twist+Again. Läst 14 mars 2021.
16. ↑  ”Listplacering”. http://swedishcharts.com/showitem.asp?interpret=Chubby+Checker&titel=Let%27s+Twist+Again&cat=s. Läst 19 maj 2011.
17. ↑  ”Listplacering”. http://austriancharts.at/showitem.asp?interpret=Chubby+Checker&titel=Let%27s+Twist+Again&cat=s. Läst 19 maj 2011.